# Gran Premio di Paraná 1950
Il Gran Premio di Paraná 1950 è stato una gara di Formula Libre tenutasi il 12 novembre 1950 a Paraná, in Argentina.
La gara, disputatasi sul circuito del Parco Urquiza per un totale di 30 giri, è stata vinta dal pilota argentino Juan Manuel Fangio su una Ferrari 166 FL.

## Gara

### Risultati
| Pos | Nr | Pilota                | Vettura            | Giri | Tempo/Ritiro |
| --- | -- | --------------------- | ------------------ | ---- | ------------ |
| 1   | 10 | Juan Manuel Fangio    | Ferrari 166 FL     | 30   | 1h06'50"0    |
| 2   | 5  | José Froilán González | Ferrari 166 FL     | 30   | + 42 s       |
| 3   | 3  | Alfredo Pián          | Maserati 4CLT      | 29   | + 1 giro     |
| 4   | 11 | Onofre Marimón        | Maserati 4C        | 29   | + 1 giro     |
| 5   | 15 | Hector Niemitz        | Alfa Romeo 8C 2900 | 29   | + 1 giro     |
| 6   | 4  | Adolfo Schwelm Cruz   | Alfa Romeo 8C      | 28   | + 2 giri     |
| 7   | 14 | Pedro Llano           | Simca-Gordini T15  | 27   | + 3 giri     |
| 8   | 19 | Roberto Mieres        | Simca-Gordini T15  | 26   | + 4 giri     |
| Rit | 16 | Victorio Rosa         | Maserati 4C        |      |              |